# Marlborough: His Life and Times
Marlborough: His Life and Times est une biographie panégyrique écrite par Winston Churchill à propos de son ancêtre John Churchill, premier duc de Marlborough. Elle fut publiée en plusieurs volumes entre 1933 et 1938.

## Œuvres
- (en) Winston Churchill, Marlborough : His Life and Times, Bk. 1, vol. i & ii, Chicago, University of Chicago Press, 2002, 1072 p., poche (ISBN 978-0-226-10633-5, LCCN 2002072179)
- (en) Winston Churchill, Marlborough : His Life and Times, Bk. 2, vol. iii & iv, Chicago, University of Chicago Press, 2002, 1086 p., poche (ISBN 978-0-226-10635-9, LCCN 2002072179, lire en ligne)